# Liste der Mitglieder des Parlamentarischen Rats
Der Parlamentarische Rat trat am 1. September 1948 zusammen. Er bestand aus  65 stimmberechtigten Abgeordneten, die von den jeweiligen Landesparlamenten gewählt worden waren. Ihm gehörten außerdem fünf nicht stimmberechtigte West-Berliner Abgeordnete an.
Sieben Mitglieder schieden vorzeitig aus (Paul, Seifried, Rönneburg, Fecht, Süsterhenn und Greve) oder starben (Walter); für sie rückten nach (in der Reihenfolge ihres Ausscheidens): Renner, Roßhaupter, Hofmeister, Kühn, Hilbert, Hermans und Ollenhauer. Insgesamt enthält das nachfolgende Verzeichnis also die Namen von 77 Personen.

## Fraktionen
- 27 Abgeordnete der CDU/CSU
- 27 Abgeordnete der SPD (nach einem Austritt nur 26)
- 5 Abgeordnete der FDP/LDP/DVP
- 2 Abgeordnete der KPD
- 2 Abgeordnete der Deutschen Partei
- 2 Abgeordnete des Zentrums
- und weitere 5 nicht stimmberechtigte West-Berliner Abgeordnete (3 Abgeordnete der SPD, 1 Abgeordneter der CDU, 1 Abgeordneter der FDP)

## Mitglieder
Ordentliche Mitglieder:
| Name                       | Lebensdaten | Fraktion | Land                     | Anmerkung                                              | Mitglied des Bundestags                                                              |
| -------------------------- | ----------- | -------- | ------------------------ | ------------------------------------------------------ | ------------------------------------------------------------------------------------ |
| Konrad Adenauer            | 1876–1967   | CDU      | Nordrhein-Westfalen      | Präsident des Parlamentarischen Rats                   | 1.: 1949–53, 2.: 1953–57, 3.: 1957–61, 4.: 1961–65, 5.: 1965–67 † 19. April 1967     |
| Hannsheinz Bauer           | 1909–2005   | SPD      | Bayern                   |                                                        | 1.: 1949–53, 2.: 1953–57, 3.: 1957–61, 4.: 1961–65, 5.: 1965–69, 6.: 1969–72         |
| Max Becker                 | 1888–1960   | LDP      | Hessen                   | Schriftführer                                          | 1.: 1949–53, 2.: 1953–57, 3.: 1957–60 † 29. Juli 1960                                |
| Ludwig Bergsträsser        | 1883–1960   | SPD      | Hessen                   |                                                        | 1.: 1949–53                                                                          |
| Paul Binder                | 1902–1981   | CDU      | Württemberg-Hohenzollern |                                                        |                                                                                      |
| Adolf Blomeyer             | 1900–1969   | CDU      | Nordrhein-Westfalen      |                                                        |                                                                                      |
| Heinrich von Brentano      | 1904–1964   | CDU      | Hessen                   |                                                        | 1.: 1949–53, 2.: 1953–57, 3.: 1957–61, 4.: 1961–64 † 14. November 1964               |
| Johannes Brockmann         | 1888–1975   | Zentrum  | Nordrhein-Westfalen      |                                                        | 1.: 1949–53                                                                          |
| Paul de Chapeaurouge       | 1876–1952   | CDU      | Hamburg                  |                                                        |                                                                                      |
| Thomas Dehler              | 1897–1967   | FDP      | Bayern                   |                                                        |                                                                                      |
| Georg Diederichs           | 1900–1983   | SPD      | Niedersachsen            |                                                        |                                                                                      |
| Fritz Eberhard             | 1896–1982   | SPD      | Württemberg-Baden        |                                                        |                                                                                      |
| Adolf Ehlers               | 1898–1978   | SPD      | Bremen                   |                                                        |                                                                                      |
| Hermann Fecht              | 1880–1952   | CDU      | Baden                    | ab 23. Januar 1948 Justizminister von Baden (Südbaden) |                                                                                      |
| Albert Finck               | 1895–1956   | CDU      | Rheinland-Pfalz          |                                                        |                                                                                      |
| Andreas Gayk               | 1893–1954   | SPD      | Schleswig-Holstein       |                                                        |                                                                                      |
| Otto Heinrich Greve        | 1908–1968   | SPD      | Niedersachsen            |                                                        | 1.: 1949–53, 2.: 1953–57, 3.: 1957–61,                                               |
| Rudolf-Ernst Heiland       | 1910–1965   | SPD      | Nordrhein-Westfalen      |                                                        | 1.: 1949–53, 2.: 1953–57, 3.: 1957–61, 4.: 1961–65 † 6. Mai 1965                     |
| Wilhelm Heile              | 1881–1969   | DP       | Niedersachsen            |                                                        |                                                                                      |
| Hubert Hermans             | 1909–1989   | CDU      | Rheinland-Pfalz          | für Adolf Süsterhenn                                   |                                                                                      |
| Theodor Heuss              | 1884–1963   | FDP      | Württemberg-Baden        |                                                        | 1.: 1949 – 1. Bundespräsident                                                        |
| Anton Hilbert              | 1898–1986   | CDU      | Baden                    | ab 7. März 1949 für Hermann Fecht                      | 1.: 1949–53, 2.: 1953–57, 3.: 1957–61, 4.: 1961–65, 5.: 1965–69                      |
| Fritz Hoch                 | 1896–1984   | SPD      | Hessen                   |                                                        |                                                                                      |
| Hermann Höpker-Aschoff     | 1883–1954   | FDP      | Nordrhein-Westfalen      |                                                        | 1.: 1949–51 – 1. Präsident des Bundesverfassungsgerichts                             |
| Werner Hofmeister          | 1902–1984   | CDU      | Niedersachsen            | für Heinrich Rönneburg                                 |                                                                                      |
| Rudolf Katz                | 1895–1961   | SPD      | Schleswig-Holstein       |                                                        |                                                                                      |
| Theophil Kaufmann          | 1888–1961   | CDU      | Württemberg-Baden        |                                                        |                                                                                      |
| Josef Ferdinand Kleindinst | 1881–1962   | CSU      | Bayern                   |                                                        | 1.: 1949–53, 2.: 1953–57                                                             |
| Gerhard Kroll              | 1910–1963   | CSU      | Bayern                   |                                                        |                                                                                      |
| Adolf Kühn                 | 1886–1968   | CDU      | Württemberg-Baden        | für Felix Walter                                       |                                                                                      |
| Karl Kuhn                  | 1898–1986   | SPD      | Rheinland-Pfalz          |                                                        |                                                                                      |
| Wilhelm Laforet            | 1877–1959   | CSU      | Bayern                   |                                                        | 1.: 1949–53                                                                          |
| Robert Lehr                | 1883–1956   | CDU      | Nordrhein-Westfalen      |                                                        | 1.: 1949–53                                                                          |
| Lambert Lensing            | 1889–1965   | CDU      | Nordrhein-Westfalen      |                                                        |                                                                                      |
| Fritz Löwenthal            | 1888–1956   | SPD      | Nordrhein-Westfalen      | ab 4. Mai 1949 parteilos                               |                                                                                      |
| Friedrich Maier            | 1894–1960   | SPD      | Baden                    |                                                        | 1.: 1949–53, 2.: 1953–57, 3.: 1957–60 † 14. Dezember 1960                            |
| Hermann von Mangoldt       | 1895–1953   | CDU      | Schleswig-Holstein       |                                                        |                                                                                      |
| Karl Sigmund Mayr          | 1906–1978   | CSU      | Bayern                   |                                                        |                                                                                      |
| Walter Menzel              | 1901–1963   | SPD      | Nordrhein-Westfalen      |                                                        | 1.: 1949–53, 2.: 1953–57, 3.: 1957–61, 4.: 1961–63 † 24. September 1963              |
| Willibald Mücke            | 1904–1984   | SPD      | Bayern                   |                                                        | 1.: 1949–53                                                                          |
| Friederike Nadig           | 1897–1970   | SPD      | Nordrhein-Westfalen      |                                                        | 1.: 1949–53, 2.: 1953–57                                                             |
| Erich Ollenhauer           | 1901–1963   | SPD      | Niedersachsen            | für Otto Heinrich Greve                                | 1.: 1949–53, 2.: 1953–57, 3.: 1957–61, 4.: 1961–63 † 14. Dezember 1963               |
| Hugo Paul                  | 1905–1962   | KPD      | Nordrhein-Westfalen      |                                                        | 1.: 1949–53                                                                          |
| Anton Pfeiffer             | 1888–1957   | CSU      | Bayern                   |                                                        |                                                                                      |
| Max Reimann                | 1898–1977   | KPD      | Nordrhein-Westfalen      |                                                        | 1.: 1949–53                                                                          |
| Heinz Renner               | 1892–1964   | KPD      | Nordrhein-Westfalen      | für Hugo Paul                                          | 1.: 1949–53                                                                          |
| Heinrich Rönneburg         | 1887–1949   | CDU      | Niedersachsen            | am 10. Dezember 1948 ausgeschieden                     |                                                                                      |
| Albert Roßhaupter          | 1878–1949   | SPD      | Bayern                   | für Josef Seifried                                     |                                                                                      |
| Hermann Runge              | 1902–1975   | SPD      | Nordrhein-Westfalen      |                                                        | 1.: 1949–53, 2.: 1953–57                                                             |
| Hermann Schäfer            | 1892–1966   | FDP      | Niedersachsen            | 2. Vizepräsident                                       | 1.: 1949–53, 2.: 1953–57                                                             |
| Kaspar Gottfried Schlör    | 1888–1964   | CSU      | Bayern                   |                                                        |                                                                                      |
| Carlo Schmid               | 1896–1979   | SPD      | Württemberg-Hohenzollern | Vorsitzender des Hauptausschusses                      | 1.: 1949–53, 2.: 1953–57, 3.: 1957–61, 4.: 1961–65, 5.: 1965–72                      |
| Adolph Schönfelder         | 1875–1966   | SPD      | Hamburg                  | Alterspräsident, 1. Vizepräsident                      |                                                                                      |
| Josef Schrage              | 1881–1953   | CDU      | Nordrhein-Westfalen      |                                                        |                                                                                      |
| Carl Schröter              | 1887–1952   | CDU      | Schleswig-Holstein       |                                                        | 1.: 1949–52 † 25. Februar 1952                                                       |
| Josef Schwalber            | 1902–1969   | CSU      | Bayern                   |                                                        |                                                                                      |
| Hans-Christoph Seebohm     | 1903–1967   | DP       | Niedersachsen            |                                                        | 1.: 1949–53, 2.: 1953–57, 3.: 1957–61, 4.: 1961–65, 5.: 1965–69 † 17. September 1967 |
| Kaspar Seibold             | 1914–1995   | CSU      | Bayern                   |                                                        |                                                                                      |
| Josef Seifried             | 1892–1962   | SPD      | Bayern                   |                                                        |                                                                                      |
| Elisabeth Selbert          | 1896–1986   | SPD      | Niedersachsen            |                                                        |                                                                                      |
| Jean Stock                 | 1893–1965   | SPD      | Bayern                   | Schriftführer                                          |                                                                                      |
| Walter Strauß              | 1900–1976   | CDU      | Hessen                   |                                                        |                                                                                      |
| Adolf Süsterhenn           | 1905–1974   | CDU      | Rheinland-Pfalz          | ausgeschieden, Autounfall am 5. Mai 1949               | 4.: 1961–65, 5.: 1965–69                                                             |
| Friedrich Wilhelm Wagner   | 1894–1971   | SPD      | Rheinland-Pfalz          |                                                        | 1.: 1949–53, 2.: 1953–57, 3.: 1957–61, 4.: 1961 – Bundesverfassungsgericht           |
| Felix Walter               | 1890–1949   | CDU      | Württemberg-Baden        | am 17. Februar 1949 verstorben                         |                                                                                      |
| Helene Weber               | 1881–1962   | CDU      | Nordrhein-Westfalen      | Schriftführerin                                        | 1.: 1949–53, 2.: 1953–57, 3.: 1957–61                                                |
| Helene Wessel              | 1898–1969   | Zentrum  | Nordrhein-Westfalen      | Schriftführerin                                        | 1.: 1949–53, 3.: 1957–61, 4.: 1961–65, 5.: 1965–69                                   |
| Ernst Wirmer               | 1910–1981   | CDU      | Niedersachsen            |                                                        |                                                                                      |
| Friedrich Wolff            | 1912–1976   | SPD      | Nordrhein-Westfalen      |                                                        |                                                                                      |
| Hans Wunderlich            | 1899–1977   | SPD      | Niedersachsen            |                                                        |                                                                                      |
| Gustav Zimmermann          | 1888–1949   | SPD      | Württemberg-Baden        |                                                        |                                                                                      |
| Georg-August Zinn          | 1901–1976   | SPD      | Hessen                   |                                                        | 1.: 1949–51 – Hessischer Ministerpräsident, 4.: 1961                                 |

Nicht stimmberechtigte West-Berliner Abgeordnete:
1. Jakob Kaiser (1888–1961), CDU – Mitglied des Bundestags: 1.: 1949–53, 2.: 1953–57
2. Paul Löbe (1875–1967), SPD – Mitglied des Bundestags: 1.: 1949–53
3. Ernst Reuter (1889–1953), SPD – Regierender Bürgermeister von Berlin
4. Hans Reif (1899–1984), FDP – Mitglied des Bundestags: 1.: 1949–53, 2.: 1953–57
5. Otto Suhr (1894–1957), SPD – Mitglied des Bundestags: 1.: 1949–52 – Präsident des Berliner Abgeordnetenhauses